# NGC 6206
NGC 6206 في الفهرس العام الجديد، هي مجرة محدبة، تقع في كوكبة التنين. اكتشفت في 6 يونيو 1864 بواسطة لويس سويفت.

## روابط خارجية
- NGC 6206 على موقع ويكي سكاي: DSS2, SDSS, GALEX, IRAS, Hydrogen α, X-Ray, Astrophoto, Sky Map, Articles and images